# André Trochon
André Trochon, dit Beaubourg, né à Marcilly le 7 novembre 1632 et mort avant mars 1679, est un comédien français.
Marié à l'actrice Claire Le Roy, Trochon joue en province, à Nantes en 1664, 1674 et 1676, à La Rochelle en 1677, et fait partie de diverses troupes itinérantes, dont celle de Floridor en 1673.
Le 17 mars 1679, sa veuve contracte encore un engagement avec le chef de troupe Nicolas Le Gentilhomme.
Son fils Pierre Trochon, dit Beaubourg (1662-1725), appartint à la troupe de Nicolas Le Roy, dit La Marre, et débuta à la Comédie-Française le 17 décembre 1691.